# لوتشيانو فيرنانديز
لوتشيانو فيرنانديز (بالبرتغالية: Luciano Jorge Fernandes‏) (6 أغسطس 1940 في البرتغال - 5 ديسمبر 1966 في البرتغال) هو لاعب كرة قدم برتغالي في مركز الدفاع. شارك مع منتخب البرتغال تحت 21 سنة لكرة القدم. أما مع النوادي، فقد لعب مع نادي أولهانينسي ونادي بنفيكا.

## وصلات خارجية
- لوتشيانو فيرنانديز على موقع قاعدة بيانات كرة القدم.إي يو (الإنجليزية)
- لوتشيانو فيرنانديز على موقع عالم كرة القدم.نت (الإنجليزية)